# Lac Wrights
Wrights Lake se trouve dans la chaîne de montagnes de la Sierra Nevada, à l'ouest du lac Tahoe, à la frontière ouest du Désolation Wilderness. Il peut être atteint via Wrights Road sur la US Route 50 et Ice House Road. Il permet un accès pédestre aux parties ouest du Désolation Wilderness via le début du sentier Twin Lakes. Wrights Road n'est pas déneigé et est inaccessible pendant l'hiver.